# Мар'янівка (притока Гнилого Ташлика)
Мар'янівка — річка в Україні, у Шполянському районі Черкаської області. Права притока Гнилого Ташлика (басейн Дніпра).

## Опис
Довжина річки приблизно 7,7 км.

## Розташування
Бере початок на східній околиці міста Шпола. Тере переважно на північний схід через село Мар'янівку і у Сигнаївці впадає у річку Гнилий Ташлик, ліву притоку Тясмину.